# Střední doba mezi poruchami

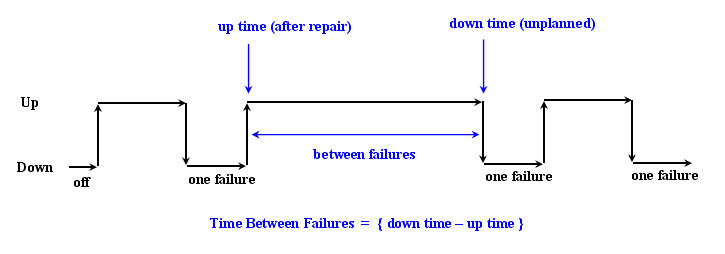
Střední doba mezi chybami

Střední doba mezi poruchami (anglicky Mean Time Between Failures, zkratka MTBF) je statistická veličina, která slouží k ohodnocení spolehlivosti výrobku, nebo výrobního zařízení. Určuje se pro výrobek nebo zařízení, které se opravuje. U zařízení, které se neopravuje, se určuje střední doba do poruchy (MTTF, anglicky  Mean Time to Failure). V případě výrobního zařízení se vypočte jako skutečný výrobní čas vydělený počtem poruch. Skutečný výrobní čas se vypočte jako rozdíl plánovaného výrobního času a prostojů, tedy takových časů, kdy výrobní zařízení neprodukuje. V případě výrobku je to vypočtená hodnota, která zohledňuje statistické vyhodnocení poruchovosti výrobku a opírá se rovněž o statistické vyhodnocení MTBF jednotlivých komponentů, ze kterých je výrobek složen.
MTBF a MTTF jsou časové hodnoty. Čím větší hodnota, tím je výrobní zařízení spolehlivější. V praxi se MTBF a MTTF často používají jako synonyma.